# ハナノサ!
ハナノサ!（はなのさ）は、広島ホームテレビが20年間、制作、放送していた競馬情報番組である。毎週木曜18:41 - 18:45に広島で放送されていた（山口は木曜深夜）。ナビゲーターは冨田奈央子。2022年12月22日放送で番組終了した。
2017年からは、岡山・香川でも放送されていた。

## 過去のナビゲーター
- 福島千明
- 松原恵美
- 浅田真由（2018年12月27日放送で卒業）
- 岡崎花帆子（2019年1月 - 2019年12月）
- 冨田奈央子（2020年1月 - 2020年10月 / 2021年4月 - 12月 / 2022年10月 - 12月22日）
- 住谷綾香（2020年11月 - 2021年4月 / 2022年１月 - 2022年9月）

## 放送局
| 放送対象地域   | 放送局                           | 系列           | 放送日時          |
| -------------- | -------------------------------- | -------------- | ----------------- |
| 広島県         | 広島ホームテレビ（HOME）・制作局 | テレビ朝日系列 | 木曜18:55 - 19:00 |
| 山口県         | 山口朝日放送（yab）              | テレビ朝日系列 | 木曜18:55 - 19:00 |
| 香川県・岡山県 | 瀬戸内海放送（KSB）              | テレビ朝日系列 | 水曜24:15 - 24:20 |

| スタブアイコン | サブスタブ | この項目は、まだ閲覧者の調べものの参照としては役立たない、テレビ番組に関連した書きかけの項目です。この項目を加筆・訂正などしてくださる協力者を求めています（P:テレビ/PJ:放送または配信の番組）。 |